# Арканов, Вениамин Павлович
Вениами́н Па́влович Арка́нов (настоящая фамилия Лизуно́в; 24 февраля (9) марта 1905 год, село Иня, Томская губерния — 28 мая 1973, Новосибирск) — советский оперный певец-бас и педагог, народный артист РСФСР.

## Биография
Родился 24 февраля (9) марта 1905 года в селе Иня Бийского уезда Томской губернии (сейчас Алтайский край). В 1925—1927 годах учится на географическом факультете Ленинградского университета. Однако в 1927 году с третьего курса университета перешёл в консерваторию и начал петь в хоре Государственного театра оперы и балета в Ленинграде.
В 1932—1938 годах был солистом Передвижного оперного театра Средневолжского края, затем вернулся в Ленинград.
В 1938—1941 годах учился в Ленинградской консерватории (класс Г. А. Боссэ). В 1938—1944 годах выступал в Ленинградской филармонии.
В начале Великой Отечественной войны эвакуировался вместе с Ленинградской филармонией в Новосибирск, выезжал на Ленинградский фронт с концертами. В 1944—1959 годах работал артистом Новосибирского театра оперы и балета. Исполнил свыше 50 оперных партий.
С 1945 года преподавал в Новосибирском музыкальном училище. С 1956 года начал преподавать в Новосибирской консерватории, где работал до конца жизни. С 1959 года был заведующим кафедрой сольного пения, с 1966 года — профессор. Среди его учеников: народный артист РСФСР В. Н. Урбанович, народный артист России и Белоруссии А. А. Дедик, заслуженный артист Таджикистана А. И. Денисов.
Умер 28 мая 1973 года в Новосибирске. Похоронен на Заельцовском кладбище (кв. 41).

## Награды и премии
- Заслуженный артист РСФСР (18.05.1945)[1].
- Народный артист РСФСР (26.03.1955)[2].
- орден Трудового Красного Знамени (1955)[3].
- Медали и грамоты.

## Оперные партии
- «Иван Сусанин» М. И. Глинки — Иван Сусанин
- «Борис Годунов» М. П. Мусоргский — Борис Годунов
- Досифей
- «Русалка» А. Даргомыжского — Мельник
- «Руслан и Людмила» М. И. Глинки — Руслан
- «Пиковая дама» П. И. Чайковского — Томский
- «Мефистофель» Арриго Бойто — Мефистофель
- «Банк Бан» Ф. Эркеля — Биберах
- «Севильский цирюльник» Дж. Россини — Дон Базилио
- «Октябрь» В. Мурадели — В. И. Ленин
- «Фра-Дьяволо» Р. Обера — Джакомо
- «Дон Карлос» Дж. Верди — король Филипп

## Память
- В классе имени народного артиста РСФСР профессора Новосибирской государственной консерватории В. П. Арканова установлена мемориальная доска.